# Vergné
Vergné és un municipi francès situat al departament del Charente Marítim i a la regió de la Nova Aquitània. L'any 2007 tenia 151 habitants.

## Demografia

### Població
El 2007 la població de fet de Vergné era de 151 persones. Hi havia 62 famílies de les quals 12 eren unipersonals (4 homes vivint sols i 8 dones vivint soles), 23 parelles sense fills i 27 parelles amb fills.
La població ha evolucionat segons el següent gràfic:
Habitants censats

### Habitatges
El 2007 hi havia 67 habitatges, 59 eren l'habitatge principal de la família, 1 era una segona residència i 7 estaven desocupats. 62 eren cases i 4 eren apartaments. Dels 59 habitatges principals, 50 estaven ocupats pels seus propietaris, 8 estaven llogats i ocupats pels llogaters i 2 estaven cedits a títol gratuït; 1 tenia una cambra, 3 en tenien dues, 10 en tenien tres, 10 en tenien quatre i 36 en tenien cinc o més. 30 habitatges disposaven pel capbaix d'una plaça de pàrquing. A 27 habitatges hi havia un automòbil i a 28 n'hi havia dos o més.

### Piràmide de població
La piràmide de població per edats i sexe el 2009 era:
| Homes | Edats   | Dones |
| ----- | ------- | ----- |
| 0     | 95 o +  | 0     |
| 0     | 90 a 94 | 0     |
| 4     | 85 a 89 | 0     |
| 0     | 80 a 84 | 4     |
| 0     | 75 a 79 | 0     |
| 4     | 70 a 74 | 4     |
| 4     | 65 a 69 | 0     |
| 4     | 60 a 64 | 16    |
| 4     | 55 a 59 | 0     |
| 8     | 50 a 54 | 8     |
| 8     | 45 a 49 | 4     |
| 12    | 40 a 44 | 0     |
| 16    | 35 a 39 | 12    |
| 4     | 30 a 34 | 4     |
| 4     | 25 a 29 | 0     |
| 0     | 20 a 24 | 0     |
| 8     | 15 a 19 | 0     |
| 0     | 10 a 14 | 4     |
| 8     | 5 a 9   | 8     |
| 4     | 0 a 4   | 0     |

## Economia
El 2007 la població en edat de treballar era de 98 persones, 63 eren actives i 35 eren inactives. De les 63 persones actives 58 estaven ocupades (34 homes i 24 dones) i 6 estaven aturades (2 homes i 4 dones). De les 35 persones inactives 7 estaven jubilades, 12 estaven estudiant i 16 estaven classificades com a «altres inactius».

### Ingressos
El 2009 a Vergné hi havia 60 unitats fiscals que integraven 146 persones, la mediana anual d'ingressos fiscals per persona era de 16.093 €.

### Activitats econòmiques
Dels 13 establiments que hi havia el 2007, 1 era d'una empresa de fabricació d'altres productes industrials, 2 d'empreses de construcció, 4 d'empreses de comerç i reparació d'automòbils, 2 d'empreses de transport, 2 d'empreses d'hostatgeria i restauració i 2 d'empreses de serveis.
Dels 4 establiments de servei als particulars que hi havia el 2009, 1 era un taller de reparació d'automòbils i de material agrícola, 2 fusteries i 1 restaurant.
L'any 2000 a Vergné hi havia 6 explotacions agrícoles que ocupaven un total de 696 hectàrees.

## Poblacions més properes
El següent diagrama mostra les poblacions més properes.